# Buthus albengai
Buthus albengai es una especie de Arachnida del género Buthus, de la familia Buthidae, del orden de los escorpiones.

## Taxonomía
Fue descrita científicamente por Wilson R. Lourenço en 2003. 
Tratamiento taxonómico
Fue publicado por primera vez en Revue suisse de zoologie, numero 110, entre las páginas 875 y 912 (2003).